# Саджида Тульфах
Саджіда Хейралла Тульфах (араб. ساجدة خيرالله طلفاح; 24 червня 1937) — перша дружина Саддама Хусейна, мати його синів Удея і Кусея і дочок Рагад, Рани, Хали.

## Життєпис
Старша дочка Хейраллаха Тульфаха, доводилась Саддаму двоюрідною сестрою. Виховувалась у сім'ї свого батька разом із братом Аднаном Хейраллахом та сестрою. Кілька перших років життя в сім'ї Хейраллаха виховувався і Саддам, який залишився без батька, з яким вона вступила в шлюб у 1963 році.
За численними свідченнями, після того, як її чоловік став президентом Іраку, Саджіда почала вести розкішний спосіб життя і у неї з'явилася пристрасть до коштовностей.
У 1986 році Саддам одружується з Самірою Шахбандар, Саджіда при цьому також залишається його дружиною. Однак другий шлюб Саддама розгнівав її. Їхній старший син Удей, стурбований перспективами своєї спадщини, сприйняв вчинок батька як образу матері. Вважається, що саме він на прийомі на честь дружини Хосні Мубарака Сюзанни зарізав охоронця Саддама Хусейна на ім'я Камель Хана Джіджеу, який, на його думку, і познайомив батька з Самірою. Дехто вважає, що вбивство було скоєно на замовлення Саджіди, проте з Саддамом вони не розлучилися до самої його страти.
Хоча Саджіда рідко з'являлася на публіці з чоловіком, після цього випадку в іракських ЗМІ з'явилися численні фотографії та відеоролики, які зображують Саддама та Саджіду з дітьми, покликані продемонструвати, що в сім'ї президента все досі добре.
Однак у 1989 році в сім'ї іракського лідера відбувається новий розлад. Брат Саджіди Аднан Хейраллах гине, розбившись на гелікоптері поблизу Мосула. За офіційною версією, його вертоліт потрапив у піщану бурю, проте багато хто схильний звинувачувати в його смерті Саддама, який побоювався зростання популярності двоюрідного брата. У випадковість смерті Аднана не вірить і Саджіда.
З початком війни у Перській затоці Саджіда, як і багато членів президентської сім'ї, покинула Ірак і повернулася вже після закінчення бойових дій. Одним із можливих місць її перебування називають Швейцарію.
У 2003, перед початком американських бомбардувань, Саджіда з дочкою Халою перебирається до Катару, тоді як дві старші дочки — Рагад і Рана — ховаються в Йорданії. Вона ж наймає і багатонаціональну команду адвокатів для захисту спійманого у грудні 2003 року чоловіка.
Нова іракська влада також звинувачувала її в підтримці іракського опору, проте адвокати Саддама назвали ці звинувачення безпідставними, вказавши, що Саджіда живе в Катарі і не спілкується навіть з ними, а також потребує постійного догляду.
Саддам Хусейн нагородив свою дружину Саджіду Хейралла Тульфах найвищим іракським партійним орденом та титулом «бойовий товариш номер один». Нагороду було присуджено за «важливий внесок у великі досягнення іракського народу та партії „Баас“».
У 2006 році Саджіда Тульфах була оголошена іракською владою в розшук.